# خفاش میوه‌خوار کوبایی
خفاش میوه‌خوار کوبایی (نام علمی: Brachyphylla nana) نام یک گونه از تیره خفاش برگ‌بینی است که در باهاما، جزایر کیمن، کوبا، جمهوری دومینیکن، هائیتی، جامائیکا و جزایر تورکس و کایکوس یافت می‌شود.